# Adolf Vogel (Sänger)

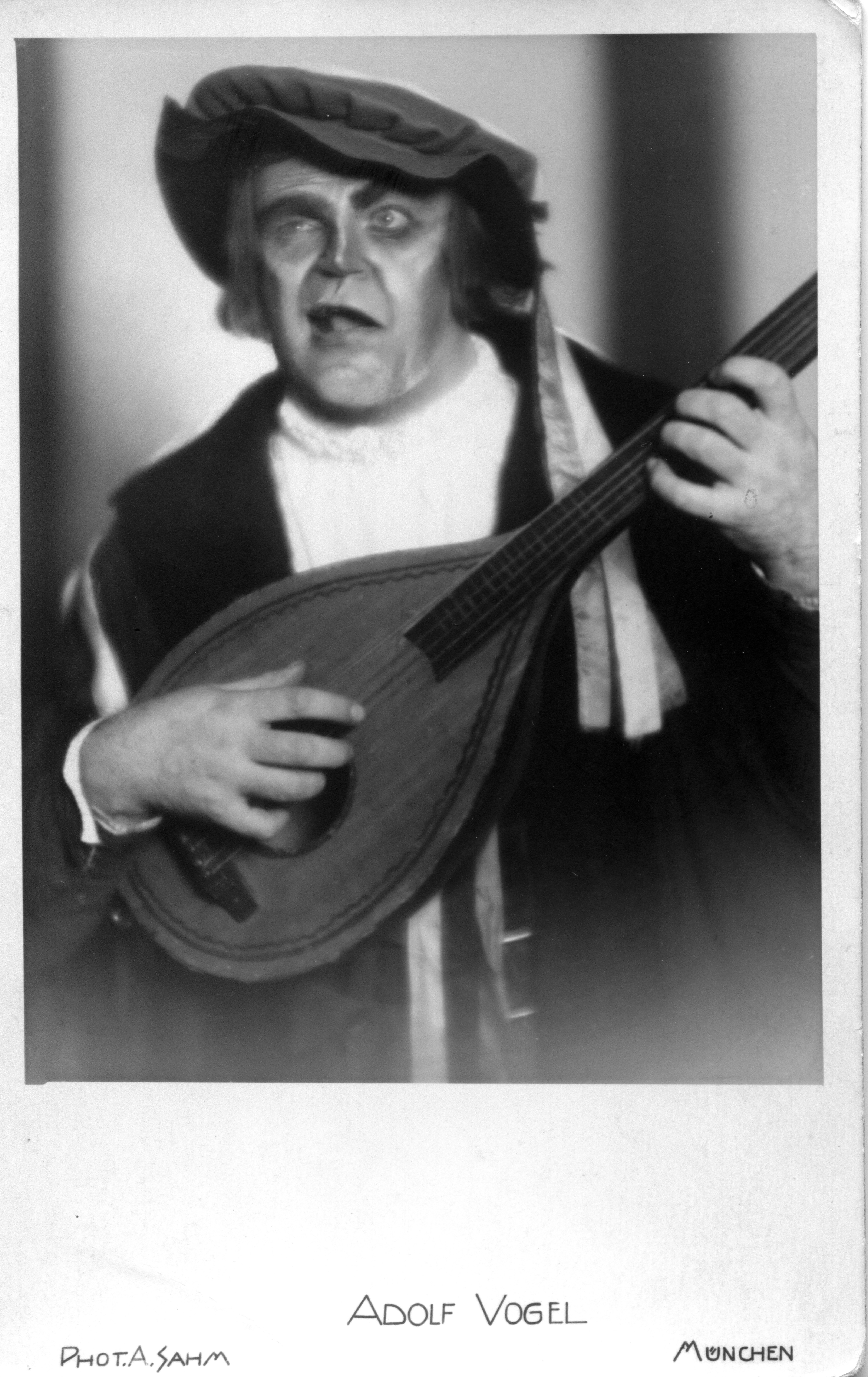
Adolf Vogel in einer seiner Paraderollen als Beckmesser. Hans Knappertsbusch (1888–1965) schrieb: „Beckmesser - keiner besser!“

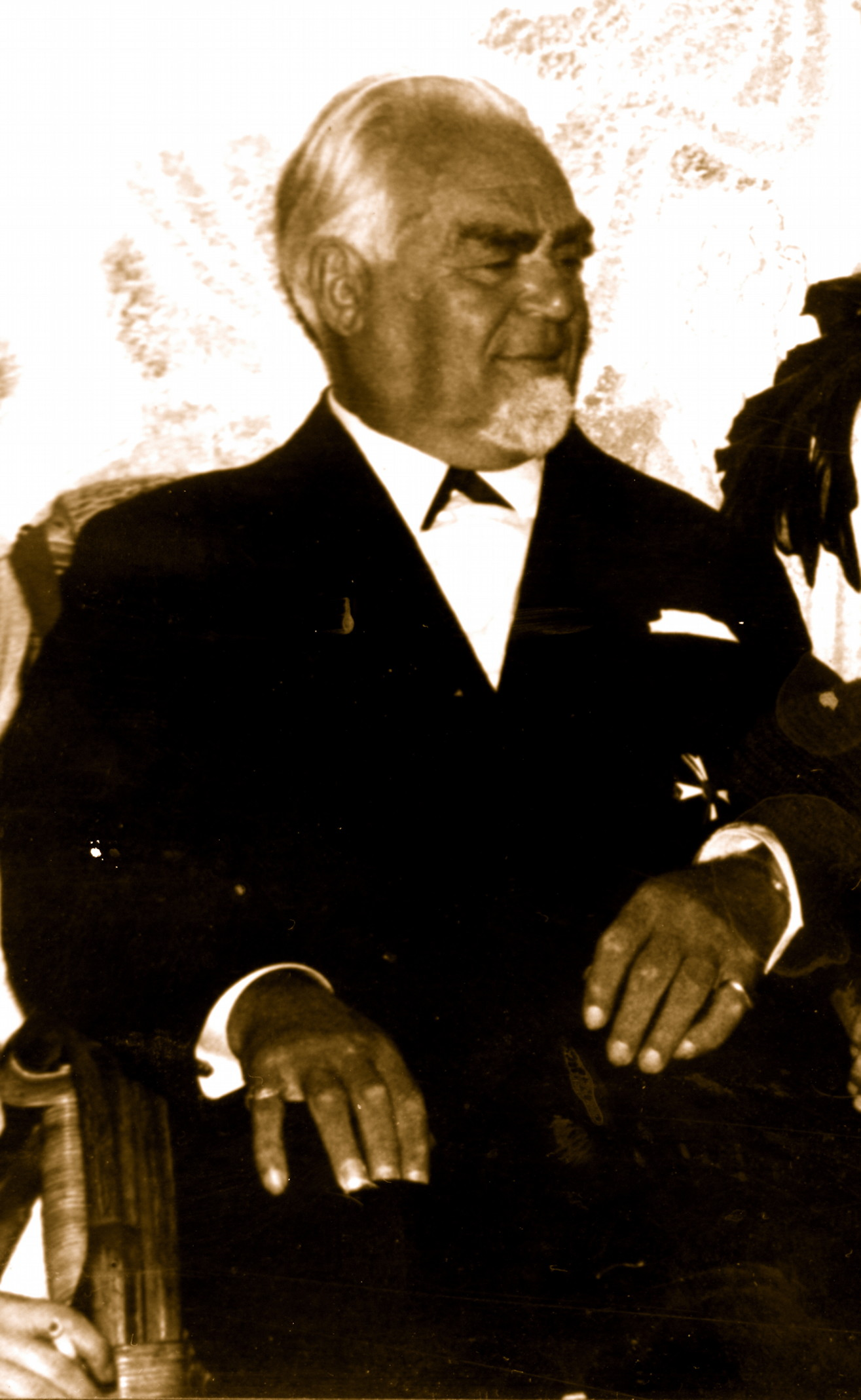
Kammersänger Adolf Vogel an seinem 70. Geburtstag in Herrsching am Ammersee im Haus seines Halbbruders Heinrich Vogel

Adolf August Vogel (* 18. August 1897 in München; † 20. Dezember 1969 in Wien) war ein deutsch-österreichischer Opernsänger (Bassbariton).

## Leben
Bevor Adolf Vogel die Sängerlaufbahn einschlug, war er Leiter einer Münchner Musikkapelle. Er besuchte das Konservatorium seiner Heimatstadt und wurde zunächst als Geiger ausgebildet, ehe er Opernschüler in der Klasse der berühmten Wagnersängerin und hervorragenden Gestalterin wagnerischer Figuren Anna Bahr-Mildenburg an der Münchner Musikhochschule wurde. Die Ausbildung seiner Stimme wurde von Professor Joe Kiechle übernommen.
Sein Debüt feierte er als Daland im Fliegenden Holländer am Stadttheater Klagenfurt. Es folgten Engagements am Theater Heilbronn und am Staatstheater Karlsruhe und Leipzig. 1930 kam der Bassist an die Münchener Staatsoper und 1937 an die Staatsoper in Wien, wo er mehr als 20 Jahre tätig war. Vogel wurde als hervorragender Interpret von Buffo-Rollen geschätzt.
1932 wurde er an die Bayerische Staatsoper München verpflichtet, von 1938 bis 1959 war er Ensemblemitglied der Wiener Staatsoper. In Wien wurde er mit dem Titel Kammersänger geehrt.
Er gab zahlreiche Gastspiele in den Musikzentren der Welt, u. a. in London, Rom, Buenos Aires und in New York, wo er an der Metropolitan Opera als Alberich im Siegfried debütierte und 1937–1939 große Erfolge feierte.
Ab 1940 war er neben seiner Tätigkeit als Sänger auch Professor und Leiter der Meisterklasse für Gesang an der Wiener Musikakademie, Metternichgasse (Schüler u. a. Waldemar Kmentt, Gundula Janowitz, Rudolf Christ, William Blankenship etc.)
Seine Urne wurde in Grab Nr. 2-2-53 auf dem Wiener Zentralfriedhof beigesetzt.

## Ehrungen
- Ehrenring der Wiener Staatsoper

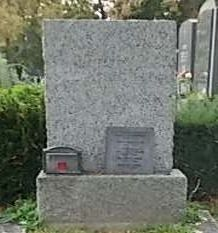
Grabstätte von Adolf Vogel

- Österreichisches Ehrenzeichen für Wissenschaft und Kunst

## Tondokumente
- Parsifal, Die Walküre, Wiener Symphoniker, Adolf Vogel [Klingsor], Milano; Myto Records; 1995; 4 CDs in Box gateway-bayern.de
- Die Meistersinger von Nürnberg, Chor und Orchester der Wiener Staatsoper, 4 CDs in Box.: ADD, audiophile remastering quality, 24bit/96KHz. + Beih. (7 S.)
- Rienzi, der letzte der Tribunen / Ausw. gateway-bayern.de

## Literatur

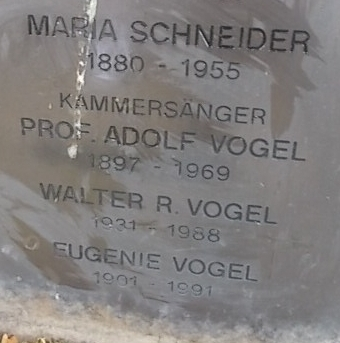
Grabtafel am Grabstein